# 30e cérémonie des IDA Awards
La 30e cérémonie des IDA Awards, décernés par l'International Documentary Association, a eu lieu le 5 décembre 2014, et a récompensé les films documentaires réalisés dans l'année,.

## Palmarès

### Meilleur film
- Citizenfour
  - Finding Vivian Maier
  - Point and Shoot
  - Le Sel de la Terre (The Salt of the Earth)
  - Tales of the Grim Sleeper

### Meilleur court métrage
- Tashi and the Monk
  - Ghost Train
  - Our Curse
  - Prison Terminal: The Last Days of Private Jack Hall
  - The Queen

### Meilleure série limitée
- Time of Death
  - Chicagoland
  - Cosmos : Une odyssée à travers l'univers (Cosmos: A Spacetime Odyssey)
  - The Sixties
  - Years of Living Dangerously

### Meilleure série continue
- Independent Lens
  - American Experience
  - American Masters
  - POV
  - Real Sports With Bryant Gumbel

### Meilleure série épisodique
- Our America with Lisa Ling
  - Anthony Bourdain Parts Unknown
  - Morgan Spurlock Inside Man
  - Oprah’s Master Class
  - VICE

### Pare Lorentz Award
- Tashi and the Monk

### David L. Wolper Student Documentary Award
- My Dad's a Rocker
  - Cast in India
  - Evaporating Borders
  - Hotel 22
  - Solitary Plains

### Humanitas Documentary Award
- Limited Partnership
  - How I Got Over
  - Keep On Keepin' On

### ABC News Videosource Award
- 1971
  - The Assassination of President Kennedy
  - Captivated The Trials of Pamela Smart
  - Concerning Violence
  - The Joe Show

### Creative Recognition Award Winners
- Meilleur scénario : Finding Vivian Maier – John Maloof et Charlie Siskel
- Meilleure photographie : Elevator – Hatuey Viveros Lavielle
- Meilleur montage : Last Days in Vietnam – Don Kleszy
- Meilleure musique : Alfred and Jakobine – Nick Urata

### Career Achievement Award
- Robert Redford pour l'ensemble de sa carrière

### Pioneer Award
- Fenton Bailey et Randy Barbato

### Preservation and Scholarship Award
- Rithy Panh

### Emerging Documentary Award
- Darius Clark Monroe